# 河出英治
河出 英治（かわで えいじ、1945年（昭和20年）3月22日 - 2004年（平成16年）8月13日）は、日本の官僚。元内閣府事務次官。従三位瑞宝重光章。岐阜県出身。

## 略歴
- 1966年（昭和41年） 国家公務員上級甲種試験（経済）合格
- 1967年（昭和42年） 京都大学経済学部卒業、経済企画庁入庁（総合開発局総合開発課）[2]
- 海外経済協力基金調査開発部調査第二課長
- 1984年（昭和59年）
  - 4月1日 経済企画庁長官官房参事官
  - 7月3日 経済企画庁国民生活局消費者行政第二課長
- 1986年（昭和61年）7月1日 国土庁地方振興局離島振興課長
- 1988年（昭和63年）7月1日 経済企画庁総合計画局計画官（物価担当）
- 海外経済協力基金経理部次長
- 1990年（平成2年）7月6日 経済企画庁国民生活局国民生活政策課長
- 1992年（平成4年）1月21日 経済企画庁長官官房秘書課長
- 1993年（平成5年）7月5日 国土庁長官官房審議官（地方振興局担当）
- 1994年（平成6年）9月27日 経済企画庁長官官房経済企画参事官、調整局審議官
- 1996年（平成8年）6月21日 経済企画庁物価局長
- 1997年（平成9年）7月1日 国土庁計画・調整局長
- 1998年（平成10年）7月1日 経済企画庁調整局長
- 2001年（平成13年）1月6日 内閣府審議官（経済財政担当）[3][4]
- 2002年（平成14年）1月8日 内閣府事務次官
- 2004年（平成16年）
  - 7月1日 退官
  - 8月13日 急性呼吸不全のため死去[1]。叙従三位授瑞宝重光章